# Rudolf Ferdinand Theodor Aderhold
Heinrich Anton de Bary (1865-1907) fue un pomólogo, botánico, microbiólogo, algólogo y micólogo alemán.

## Biografía
Obtuvo su educación en la Universidad de Berlín, como estudiante de August Wilhelm Eichler, y de Simon Schwendener, y en la Universidad de Jena, donde se desempeñó como asistente del fisiólogo vegetal Christian Ernst Stahl. En 1891 comenzó a trabajar en el Instituto de Investigación de Horticultura y Viticultura en Geisenheim. Y, en 1893, se convirtió en director del Departamento de botánica en la Estación Experimental del Instituto de pomología en Prószków.

## Obra
- 1905. Zur Kenntnis der Obstbaum-Sklerotinien (Para entender a Sclerotinia afectando árboles frutales (con Wilhelm Ruhland)

- 1905. Die Monilia-Krankheiten unserer Obstbäume und ihre Bekämpfung (La enfermedad que causa Monilia afectando árboles frutales y la lucha contra el)

- 1906. Die Kaiserliche Biologische Anstalt für Land- und Forstwirtschaft in Dahlem (Centro Imperial de Estudios Biológicos para la Agricultura y Forestales en Dahlem)

- 1906. Über den Bakterienbrand der Kirschbäume (Sobre la clorosis bacterial de cerezos), con Wilhelm Ruhland

- 1908. Die Fusicladien unserer Obstbäume (Fusicladium asociada con frutales)

- 1914. Der amerikanische Mehltau des Stachelbeerstrauches, eine nach Deutschland verschleppte Pflanzenkrankheit (Un mildiu de América afectando arbustos de grosella, una nueva enfermedad vegetal en Alemania), con Wilhelm Ruhland[3]

- La abreviatura «Aderh.» se emplea para indicar a Rudolf Ferdinand Theodor Aderhold como autoridad en la descripción y clasificación científica de los vegetales.[4]